# Национальный закон Сахарской Арабской Демократической Республики
Закон о гражданстве Сахары (Национальный закон Сахарской Арабской Демократической Республики) — закон Сахарской Арабской Демократической Республики (САДР), регулирующий национальность и гражданство. САДР является частично признанным государством, которое претендует на суверенитет над всей территорией Западной Сахары, но управляет только частью этой территории. САДР также управляет лагерями сахарских беженцев.
Правовая основа закона о гражданстве Сахары установлена в статье 104 Конституции САДР, которая предусматривает, что Сахарский национальный совет разрабатывает определённые настоящей Конституцией и принимает законы, относящиеся к компетенции Сахарского национального совета, в данном случае:
- основной закон о гражданстве, праве на гражданство, положение о гражданстве;
- общие регламенты, касающиеся положения иностранцев.

## Обязанности граждан САДР
Граждане САДР пользуются рядом прав в соответствии с Конституцией, в том числе правами, относящимися к участию в политической, экономической и социальной жизни государства. Граждане САДР также несут ряд обязательств, некоторые из которых отражают особые обстоятельства Республики Сахара. Следующие обязанности налагаются на сахарских граждан в соответствии с 5-й главой Конституции:
- уважать Конституцию и законы республики;
- защищать страну и участвовать в её освобождении;
- защищать национальное единство и бороться со всеми нарушениями воли народа;
- участвовать в национальной службе в соответствии с законом;

Граждане, являющиеся родителями, также обязаны защищать свои семьи и своё образование, в то время как дети должны уважать своих родителей.

## Статус марокканских поселенцев
10 апреля 2007 года Фронт ПОЛИСАРИО представил своё «Предложение Фронта ПОЛИСАРИО о взаимоприемлемом политическом решении, обеспечивающем самоопределение народа Западной Сахары». В предложении 2007 года он пошёл дальше, чтобы заверить марокканских поселенцев в том, что у них и дальше будет будущее в Западной Сахаре, если предложенный референдум состоится и приведёт к независимости Сахары. В пункте 9 Предложения говорится, что в контексте независимости Сахары правительство Сахары предоставит:   
гарантии в отношении статуса, прав и обязанностей марокканского населения Западной Сахары, включая его участие в политической, экономической и социальной жизни на территории Западной Сахары. В этой связи государство предоставит гражданство каждому гражданину Марокко, законно проживающему на территории, который обращается с такой просьбой.
В марте 2013 года Хасан Сергушни, марокканский политический заключённый в 1980-х годах, проживавший в Уджде, направил письмо в посольство САДР в Алжире с просьбой об уступке сахарского гражданства, став первым марокканцем, потребовавшим этого. В октябре 2012 года Сергушни отказался от марокканского гражданства.